# NGC 630
NGC 630 é uma galáxia elíptica (E-S0) localizada na direcção da constelação de Sculptor. Possui uma declinação de -39° 21' 28" e uma ascensão recta de 1 horas, 35 minutos e 36,6 segundos.
A galáxia NGC 630 foi descoberta em 23 de Outubro de 1835 por John Herschel.